# Грімія крива
Грімія крива (Grimmia incurva) — вид мохів порядку гріміальних (Grimmiales).

## Поширення
Батьківщиною є Європа, Північна Америка, Азія.
Населяє затінену вологу, кислу породу; на висотах 100–1500 м.

## Характеристика
Рослини зазвичай округлі, від зеленого до чорнуватого. Стебла 1–2 см. Листки зігнуті та помірно скручені коли сухі, розпростерті коли вологі, від довгасто- до лінійно-ланцетних, звужуються до тонкої та загостреної верхівки, 2.5–4.5 × 0.3–0.5 мм, кілеві, краї рівні чи загнуті проксимально з одного або обох боків, остюки короткі. Вид дводомний. Коробочкові ніжки дугасті, 1.5–2 мм. Коробочка зрідка присутня, жовтувата, гладка або дещо зморшкувата, коли висихає.